# Tomasina Morosini
Tomasina Morosini (Venecija, 1250. – Budim, 1300.), mletačka plemkinja i slavonska (hrvatska) herceginja (ducissa tocius Slavonie) (o. 1290. – 1297.), majka posljednjeg Arpadovića na ugarskom prijestolju Andrije III. Mlečanina († 1301.). Porijeklom je iz mletačke patricijske obitelji Morosini. Bila je supruga Stjepana Postuma († 1271.), nepriznatog ugarskog kraljevića, navodnog sina kralja Andrije II. († 1235.) i kraljice Beatrice d'Este.
Početkom 1290. godine poslala je svoga sina Andriju s ujakom Albertinijem Morosinom preko Jadrana, kako bi se izborio za svoje pravo na hrvatsko herceštvo. Njih dvojica su pristala brodom u Zadar, odakle su krenuli prema sjeveru, ali je Andrija bio zarobljen u Štrigovu u Međimurju i bio predan na čuvanje austrijskom vojvodi Albertu I., sinu njemačkog cara Rudolfa Habsburškog. Kada su uskoro Kumani ubili hrvatsko-ugarskog kralja Ladislava IV. (1272. – 1290.), ugarsko plemstvo ga je pozvalo da dođe iz Beča i preuzme prijestolje. Krajem 1292. godine doveli su Babonići kraljevu majku Tomasinu u Ugarsku, nakon čega ju je sin imenovao hrvatskom herceginjom.

## Vanjske poveznice
|  | Zajednički poslužitelj ima još gradiva o temi Tomasina Morosini |

- Morosini Hrvatska enciklopedija

| Prethodnik:                     | hrvatska herceginja (o. 1290. - 1297.) | Nasljednik:                      |
| Elizabeta Kumanka (1280.-1283.) | hrvatska herceginja (o. 1290. - 1297.) | Albertino Morosini (1297.-1301.) |